# Эфратский монастырь
Э́фратский монасты́рь (англ. Ephrata Cloister, также Ephrata Community) — бывшее религиозное сообщество, основанное в 1732 году Иоганном Конрадом Байсселем (нем. Johann Conrad Beissel) в границах современного города Эфраты (графство Ланкастер, Пенсильвания). В настоящее время монастырь находится во владении штата и управляется Пенсильванской комиссией по истории и музеям. Монастырь признан культурным наследием как на федеральном, так и на региональном уровне.
Последней из бывших насельников Эфраты была Мария Кахель Бухер, почившая 27 июля 2008 года в возрасте 98 лет.

## История
В 1732 году Иоганн Байссель прибывает в графство Ланкастер, на берега ручья Кокалико, где вокруг него вскоре формируется квазимонастырское сообщество, включающее в себя отдельные корпуса для посвящённых мужчин и женщин, соблюдавших целибат. Этот монастырь получил название «Эфрата» в честь библейской реки Евфрат. Члены Эфраты практиковали различные практики по смирению плоти, в том числе спали на узких лавках шириной всего 38 см с деревянными чурбанами в качестве подушек. На сон ежедневно отводилось лишь шесть часов, с 21:00 до полуночи и с 2:00 до 5:00 с двухчасовым перерывом на бдение, во время которого монахи готовились к пришествию Христа. Пища насельников состояла из одного вегетарианского блюда в день, хотя во время празднования Евхаристии разрешалось есть ягнятину. Монастырь был преимущественно немецкоязычным, хотя отдельные насельники владели и иными языками.
В Эфрате располагался второй немецкий печатный станок в Североамериканских колониях, и здесь же была отпечатана самая большая книга того времени: «Зеркало мучеников» (англ. Martyrs Mirror), повествующая о смертях христианских мучеников с 4 года до Р.Х. по 1660 и насчитывавшая около тысячи двухсот страниц. Заказ на неё поступил от меннонитов из графства Монтгомери, и предварительно книгу необходимо было перевести с нидерландского на немецкий, что и было выполнено в Эфрате под руководством Питера Миллера в течение трёх лет. Затем в течение более десяти лет продолжался процесс печати и переплетения.
Байссель умер в 1768 году, что привело к постепенному сокращению общины. В 1813 году умер последний целибатный насельник, в результате чего вплоть до 1934 года община состояла сугубо из женатых пар, количество которых постепенно дошло до двух.
На пике своего роста Эфрата владела 250 акрами земли и состояла из восьмидесяти целибатных насельников и около двухсот женатых членов.